# Dolmen de La Femno Morto
Le  dolmen de La Femno Morto est une ciste mégalithique située à Campoussy, dans le département français des Pyrénées-Orientales.

## Historique
L'édifice a été signalé par Lucien Piéchon, directeur d'école à Sorède et identifié comme étant une ciste en 1921 par Pierre Vidal. Masqué par la végétation, il n'a été redécouvert qu'à l'occasion d'un incendie. Jean Abélanet l'a fouillé en 1969. La dénomination du monument, Femno Morto, indique explicitement que l'édifice avait été anciennement identifié comme étant une sépulture et que celle-ci avait donc été violée.

## Description
Le monument a été édifié sur un plateau très rocailleux, qui semble avoir été anciennement cultivé, à environ 300 m du petit sommet de la Roca Jalera. C'est une ciste mégalithique enterrée, dépassant à peine du sol environnant, dont l'architecture s’apparente à un coffre mégalithique. Elle est orientée nord-nord-est. La chambre funéraire est délimitée par quatre belles dalles en granite de respectivement 1,50 m, 1,40 m, 1,32 m et 1,55 m de long. La plus grande dalle est disposée obliquement mais une pierre de moindre taille (0,75 m de long) disposée en position intermédiaire donne à la chambre une forme rectangulaire. L'ensemble devait être recouvert par une autre dalle (1 m sur 0,70 m) reposant désormais à plat près du coffre. Il n'existe pas à proprement parler de tumulus mais le pourtour du coffre comporte des aménagements incluant des dalles fichées dans le sol, des blocs posés à plat et un reste de pavage au sud-est.
L'acidité du sol a contribué à la disparition de tout reste osseux. le tamisage du remplissage de la chambre n'a livré que quelques tessons vernissés d'époque récente et un grand clou en fer forgé à la main. La présence de ce clou pourrait être mise en relation avec une superstition ancienne qui suggérait « d 'enclouer » certains morts pour éviter qu'ils ne viennent tourmenter les vivants.